# サントリーファインゼロ
サントリーファインゼロ（Suntory FINE ZERO）は、サントリーがかつて発売していたノンアルコールの炭酸飲料。サントリーグループのサントリー酒類株式会社（初代法人、現・サントリースピリッツ株式会社）が製造・発売元となり、実際の販売はサントリー&ビアスピリッツ株式会社（現・サントリー酒類株式会社(2代目法人)）が行っていた。

## 概要
「爽快なのどごしと飲みごたえ」を実現した、アルコール分0.00%のノンアルコールビールテイスト飲料（炭酸飲料）である。キリンフリー、アサヒポイントゼロに次いで3番目の発売である。ファインブリューの後継商品に該当する。
350mlレギュラー缶と、334ml小瓶の2種がある。
初年3か月間（2009年9月末から12月末）の販売目標は、30万ケース（1ケースは633mlの大瓶20本で換算。約3,800kl）。
他社のノンアルコールビールテイスト飲料同様、アルコール分0.00%なので法律上の問題はないと説明しているものの、（満19歳以下の）未成年者が飲用するのを推奨していない。

## 商品の特徴
- アルコール分0.00％により、自動車の運転がある場合でも飲用可能である。
- 自社の低アルコールビールテイスト飲料であるファインブリューに比べ、約1.3倍の麦芽を使用により、飲みごたえあるビールテイストを実現している。
- 天然水仕込みである。
- 白色と金色を基調としたパッケージデザインは、アルコール分0.00％、味わい、品質性を表現している。
- 「SUNTORY'S ORIGINAL」「 CLEAR AND RICH TASTE」 - パッケージより。

| 麦芽                                    |
| 糖類（糖化スターチ）                    |
| ホップ                                  |
| 酸味料                                  |
| 酸化防止剤（ビタミンC）                 |
| 香料                                    |
| 甘味料（アセスルファムK、スクラロース） |

| エネルギー | 16 kcal   |
| たんぱく質 | 0 - 0.2 g |
| 脂質       | 0 g       |
| 糖質       | 4.0 g     |
| 食物繊維   | 0 - 0.1 g |
| ナトリウム | 0 - 7 mg  |

### 製法
- 麦芽を主原料に、天然水仕込みの麦汁をベースとする。それによりアルコールが生成されない。
- アロマホップ100％である。ホップ投入の工程は、「レイトホッピング製法」による。それらにより、爽やかな香りが出ている。
- 原材料の配合や仕込み方法の最適化により、ビールのような泡をつくり、ビール類の代替商品として完成させている。

## その他
- 後継商品として、サントリーオールフリーが2010年8月3日から発売されたのに伴い、製造・販売ともに終了となった。